# Micropechis ikaheka
Micropechis ikaheka är en ormart som beskrevs av Lesson 1830. Micropechis ikaheka är ensam i släktet Micropechis som ingår i familjen giftsnokar och underfamiljen havsormar. Inga underarter finns listade i Catalogue of Life.
Arten är med en längd av cirka 2 meter en stor och robust orm. Den förekommer på Nya Guinea och på flera mindre öar i samma region. Habitatet utgörs av regnskogar, träskmarker och odlingsmark. Micropechis ikaheka jagar groddjur, ödlor, andra ormar och mindre däggdjur. Ormens giftiga bett kan leda till människans död.